# 司馬宗
司馬宗（280年代—326年），字延祚，晉朝宗室，晉宣帝司馬懿第四子汝南王司馬亮第四子。

## 生平
元康年間，司馬宗被為封南頓縣侯，再進爵為南頓公。討伐劉喬有功，進封為南頓王，增邑五千戶，加上以前的封邑進至萬戶，出任征虜將軍。與三兄西陽王司馬羕一同過江，兩人與侄兒汝南王司馬祐、琅琊王司馬睿與及彭城王司马雄五位晉朝宗族王渡過長江，最後於建業（今南京）建立東晉而被稱為「五馬渡江」。司馬睿承制後，拜司馬宗為散騎常侍。晉愍帝亦在西都，以司馬宗為平東將軍。晉元帝即位，拜司馬宗為撫軍將軍，領左將軍。晉明帝繼位後，加封司馬宗為長水校尉，轉任左衛將軍。司馬宗和右衞將軍虞胤向來獲明帝信任和親近，更掌禁軍，聚集很多心腹黨羽，使王導和庾亮兩位重臣不滿，對他有意見。
其後，晉明帝病重不願見人，群臣都不能與他接觸。庾亮又察覺司馬宗、虞胤與太宰西陽王司馬羕打算趁機作亂，於是他便直入明帝的臥室，並向明帝陳說司馬宗等的圖謀，親自要求輔政，因為他的言辭深切，終於令明帝有所感悟，引庾亮升御座，與司馬羕、司徒王導、尚書令卞壼、車騎將軍郗鑒、領軍將軍陸曄和丹楊尹溫嶠一同受命輔政，輔助太子司馬衍。並加封庾亮為給事中，轉任中書令。另一方面，明帝轉任司馬宗為驃騎將軍，虞胤為大宗正。因此，司馬宗遂於辭色中流露出怨望。
咸和元年（326年）十月，御史中丞鍾雅彈劾司馬宗謀反，庾亮派遣右衛將軍趙胤收捕司馬宗。司馬宗勒兵拒戰，為趙胤所殺，朝廷貶其族為馬氏，流放他的妻子至晉安，既而原之。司馬宗的三個兒子司馬綽、司馬超、司馬演，皆被廢為庶人。咸康年間，才複其屬籍。同時亦免去司馬羕官職，貶他為弋陽縣王，亦將虞胤貶為桂陽太守。
年幼的晉成帝未知司馬宗已死，到了平定蘇峻之亂後，曾問庾亮：「平日見到的白頭公在哪？」庾亮說他謀反，已被誅除。成帝聽後卻哭着說：「舅父說人是逆賊，就殺了他；那麼他人說舅父是逆賊，應該如何辦？」庾亮聽後大懼，色變。